# Modrussa
Modrussa (łac. Diocesis Modrussensis) – stolica historycznej diecezji w Dalmacji. Diecezja została erygowana w roku 1460. Skasowana i włączona w skład diecezji Senj-Modruš w roku 1630. Sufragania archidiecezji Split, współcześnie miejscowość Modruš w Chorwacji. Obecnie katolickie biskupstwo tytularne. 

## Biskupi tytularni
| Lp. | Biskup             | Funkcja                              | Od                   | Do |
| --- | ------------------ | ------------------------------------ | -------------------- | -- |
| 1   | Dominick Lagonegro | biskup pomocniczy Nowego Jorku (USA) | 30 października 2001 |    |